# 41003 Romy
41003 Romy è un asteroide della fascia principale interna. Scoperto nel 1999, presenta un'orbita caratterizzata da un semiasse maggiore pari a 2,458481 UA e da un'eccentricità di 0,178608, inclinata di 2,231108° rispetto all'eclittica. Ha un diametro di 5,544 km e un'albedo di 0,048.
Romy Hanna è una planetologa americana dell'Università del Texas ad Austin ed esperta nella formazione ed evoluzione di meteoriti e asteroidi carbonacei. Durante la missione OSIRIS-REx sull'asteroide 101955 Bennu, ha trovato prove della decomposizione dei fillosilicati causata dall'erosione spaziale.